# Camino aragonés
 (mars 2025).
Pour les articles homonymes, voir Aragonés.
Le Camino aragonés (ou « Chemin aragonais ») est une section du pèlerinage de Saint-Jacques-de-Compostelle qui suit le cours de la rivière Aragon, d'où son nom. Long de 170 km, il se situe intégralement en Espagne et traverse des paysages variés, passant de la montagne à la vallée. Il part du col du Somport pour rejoindre Puente la Reina, faisant ainsi le trait d'union entre la via Tolosana dont il est la continuité et le Camino francés.

## Guide du Pèlerin
Au XIIe siècle, dans son Guide du Pèlerin, Aimery Picaud apporte les informations suivantes :

### Chapitre premier
Les Chemins de Saint-Jacques
« Il y a quatre routes qui, menant à Saint-Jacques, se réunissent en une seule à Puente la Reina, l’une passe par Saint-Gilles (du Gard), Montpellier, Toulouse, et le Somport, (…) »

### Chapitre II
Les Etapes du Chemin de Saint-Jacques
« Depuis le Somport jusqu'à Puente la Reina il y a trois petites étapes : la première va de Borce, qui est un village situé au pied du Somport, sur le versant gascon, jusqu'à Jaca; la seconde va depuis Jaca jusqu'à Monreal ; la troisième, de Monreal à Puente la Reina. (…) »

### Chapitre III
Noms des Villes et Bourgs sur le Chemin de Saint-Jacques
« Depuis le Somport jusqu'à Puente la Reina, voici les villes et les bourgs qui se trouvent sur la route de Saint-Jacques : il y a d'abord au pied de la montagne, sur le versant gascon, Borce ; puis, après avoir franchi la crête du mont, on trouve l'hospice de Sainte-Christine, puis Canfranc, ensuite Jaca, puis Osturit, Tiermas où il y a des bains royaux dont les eaux sont toujours chaudes, puis Monreal ; enfin on atteint Puente la Reina. (…) De là un seul Chemin conduit à Saint-Jacques.»

## Le chemin actuel
- Col du Somport (ou Puerto de Canfranc), marquant la frontière franco-espagnole

### Aragon

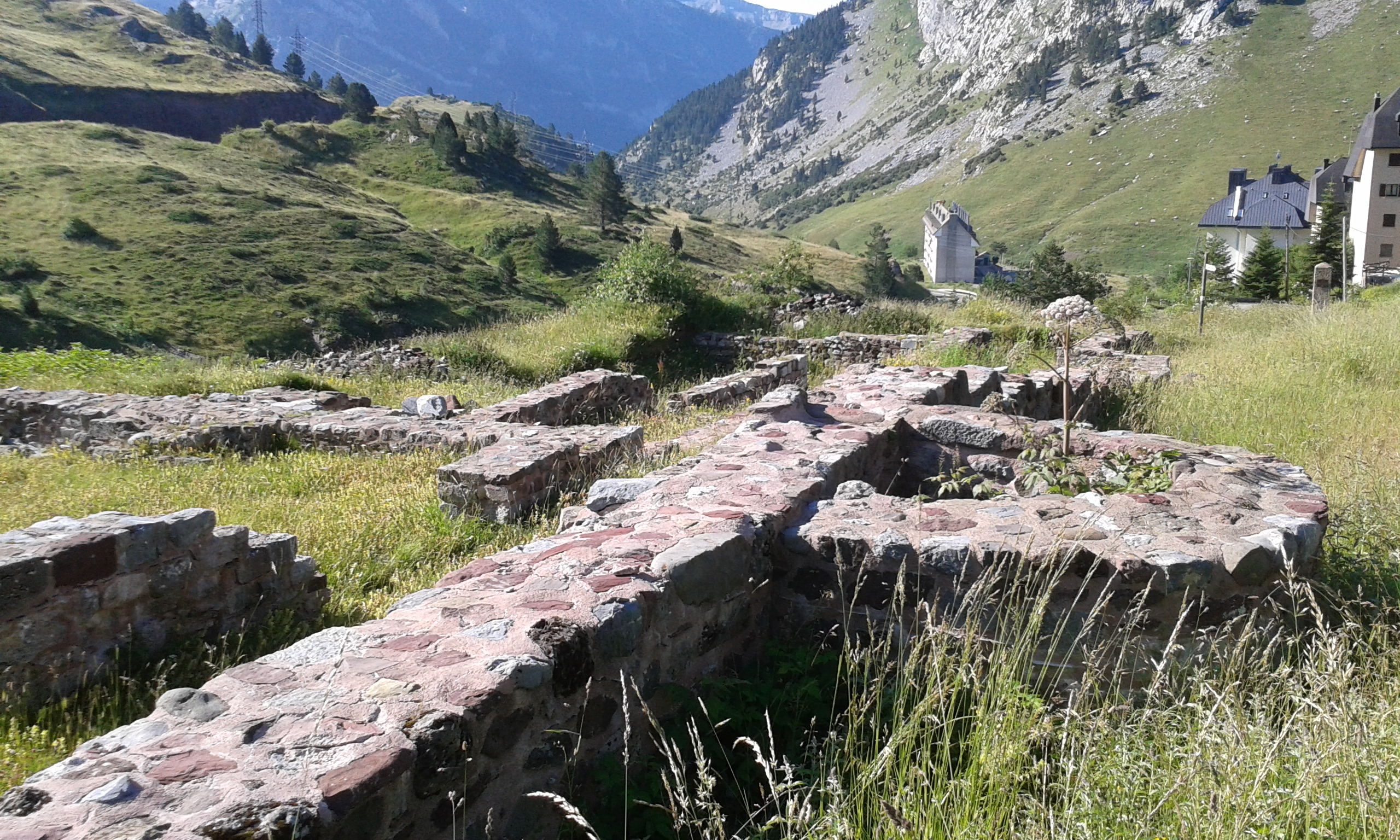
Ruines de l'Hospital de Santa Cristina
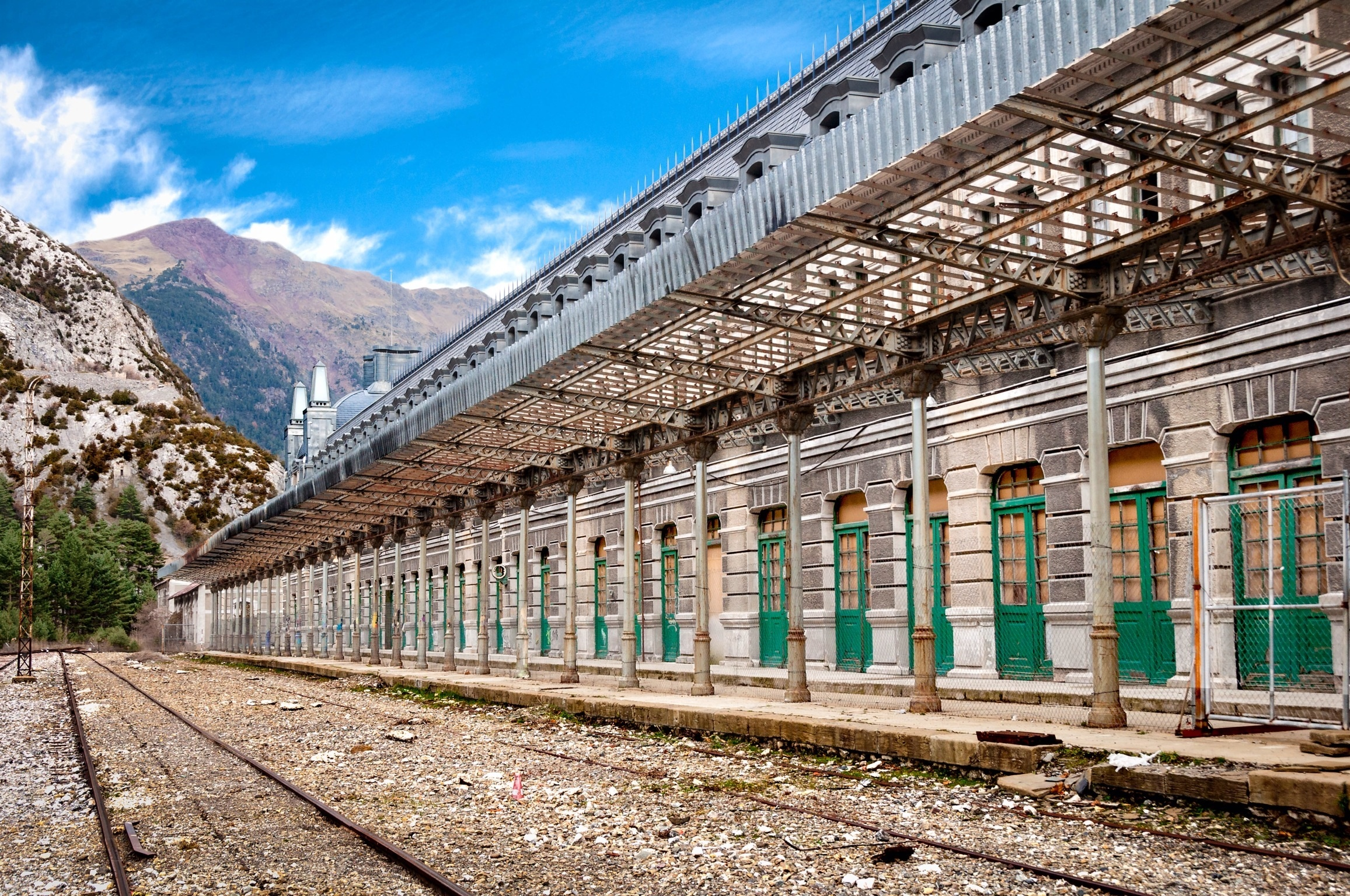
Gare internationale de Canfranc
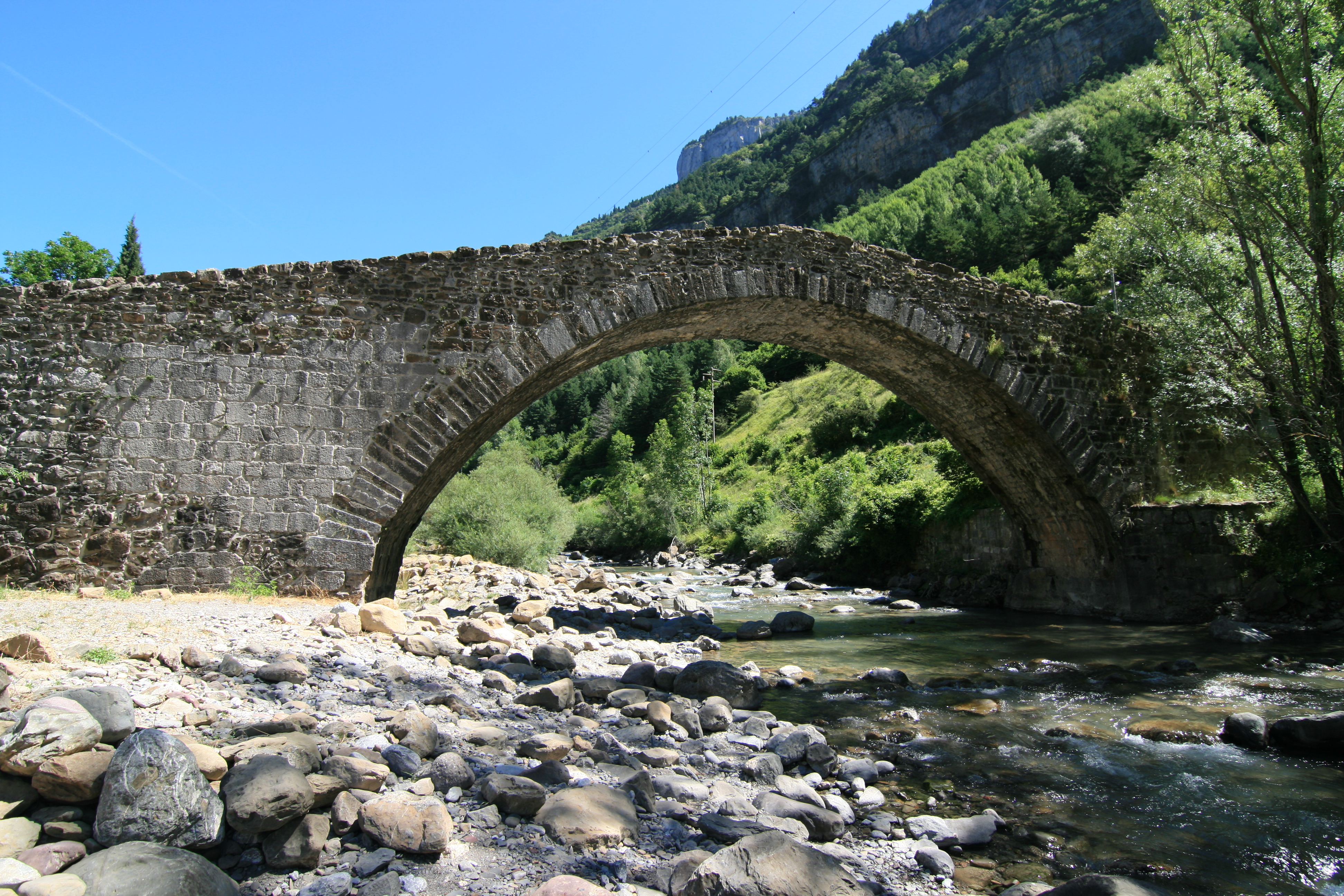
Pont des pèlerins à Canfranc

- Canfranc
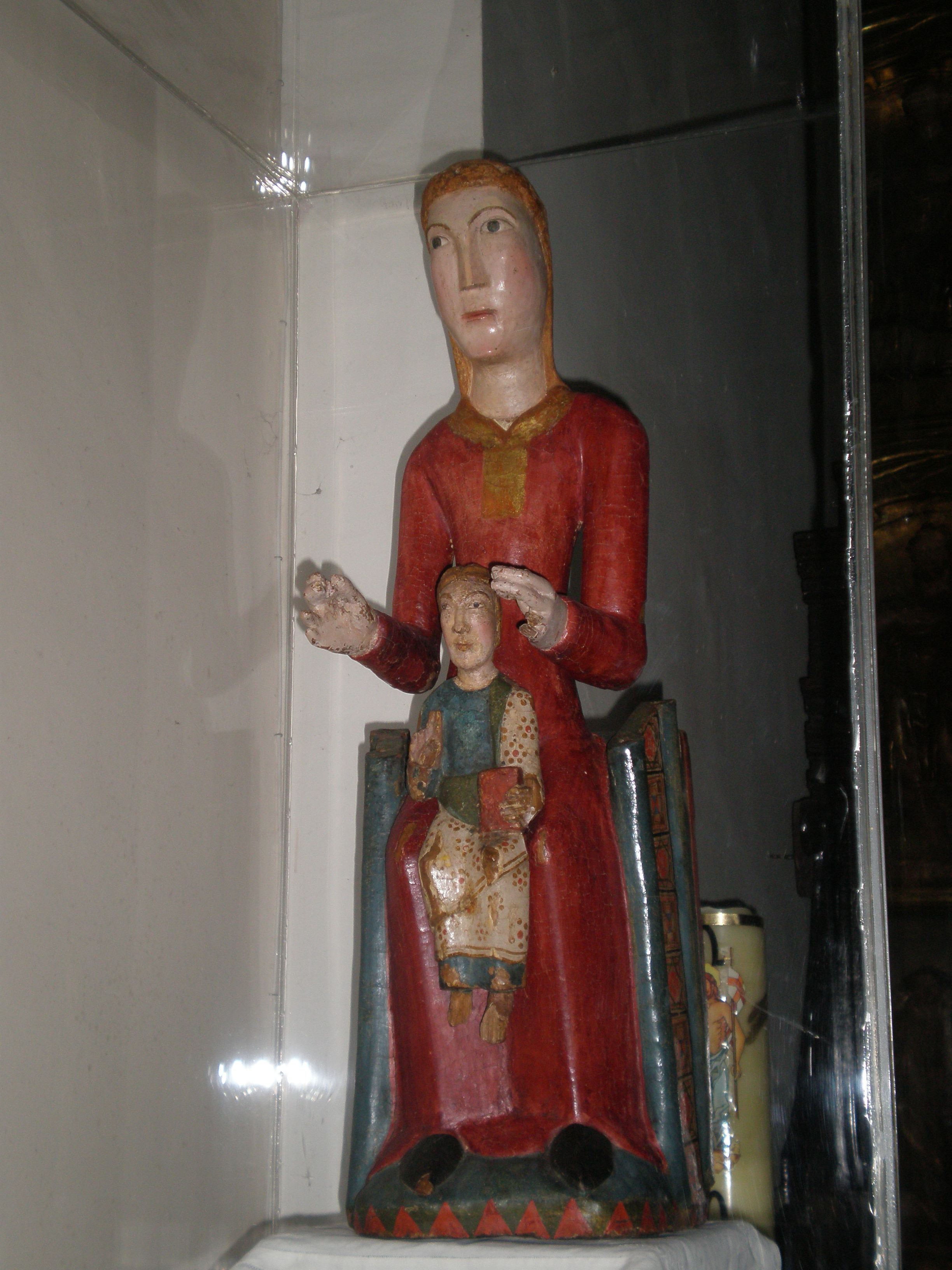
Villanúa, la vierge Notre-Dame des Anges de l'église San Esteban
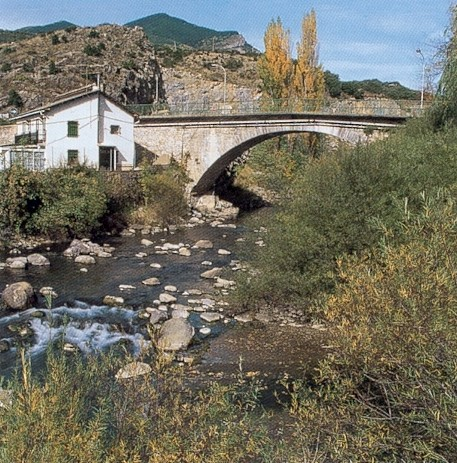
L’ancien pont à Villanúa, sur l’Aragon
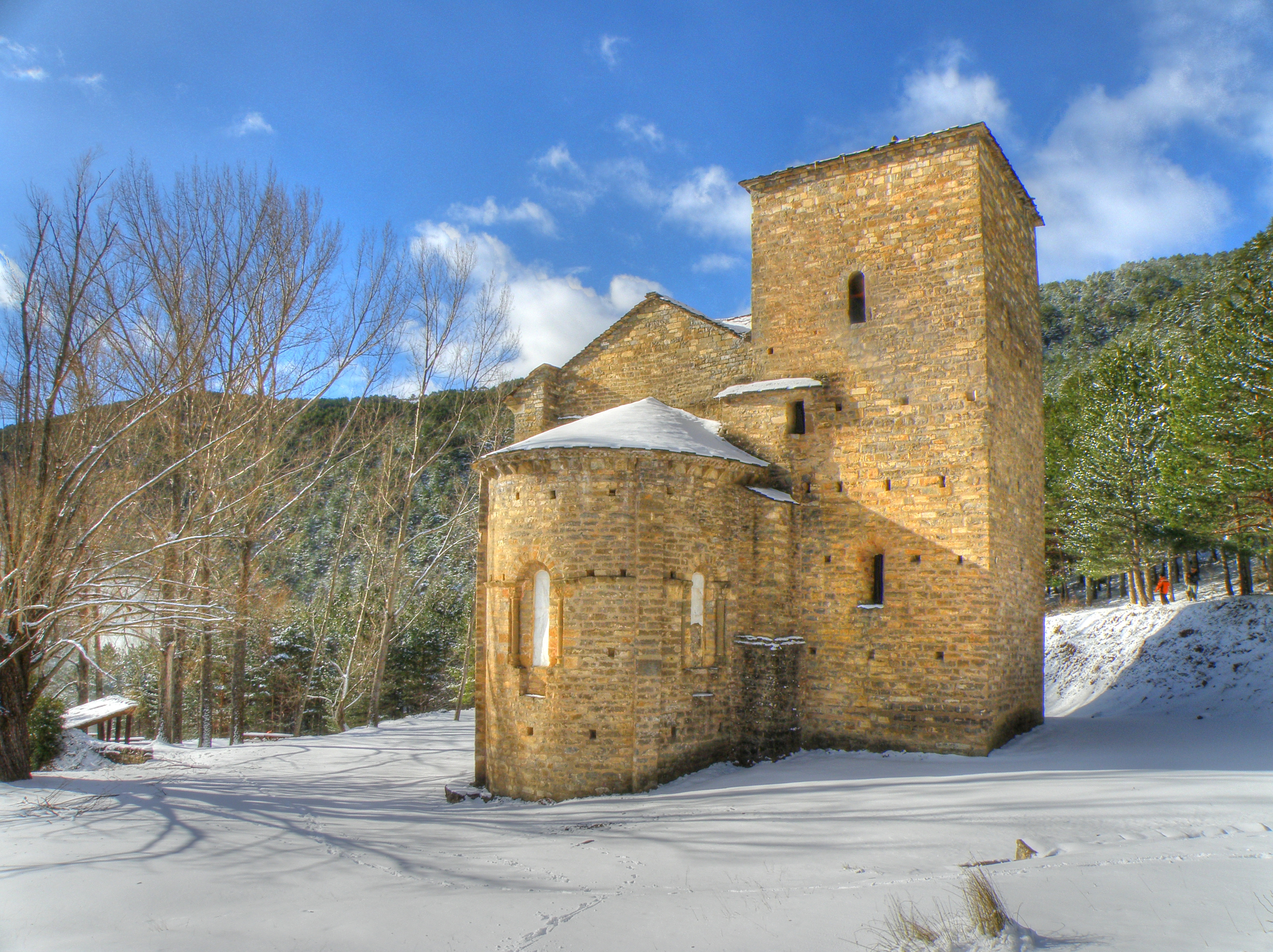
Castiello de Jaca, l'église romane San Miguel Arcángel et l’ermitage Santa María de Iguácel
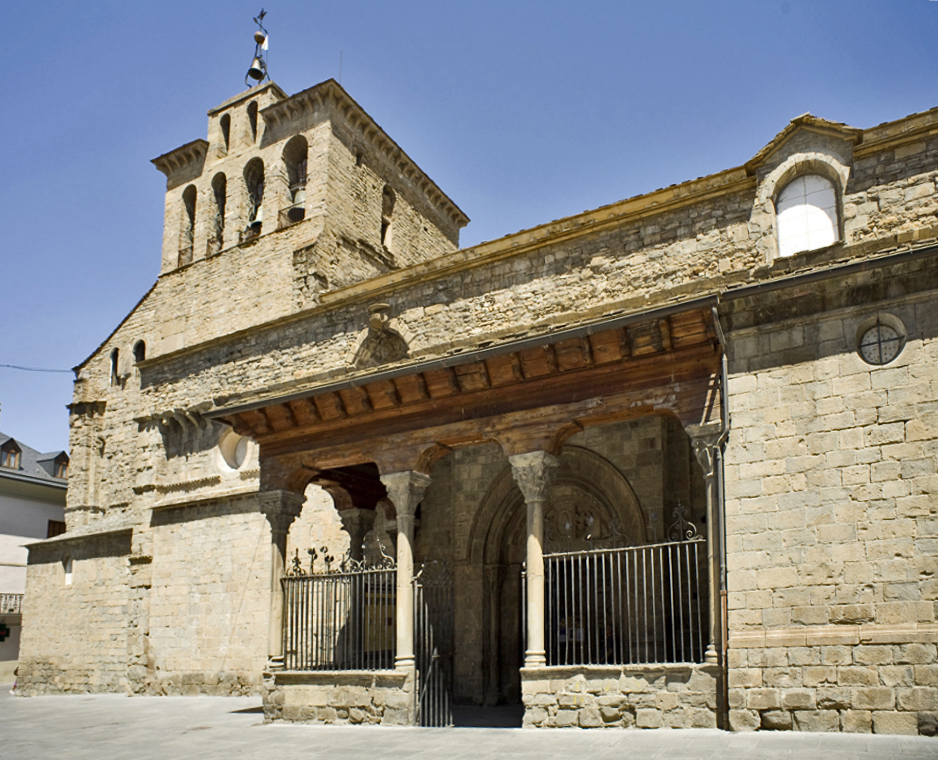
Jaca, la cathédrale romane San Pedro et la citadelle
- Santa Cruz de la Serós, le monastère Saint-Jean de la Peña et l'église San Caprasio
- Santa Cilia, l'église San Salvador
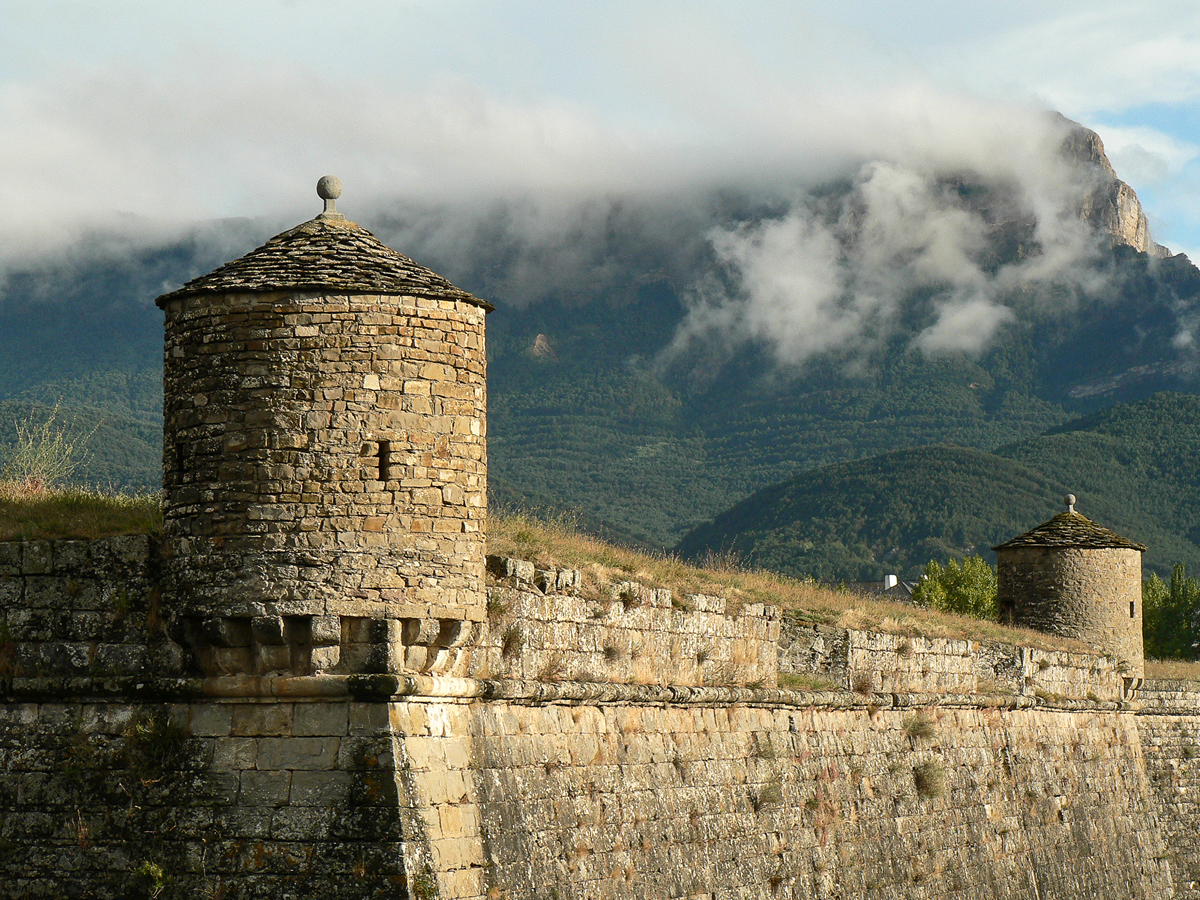
Puente la Reina de Jaca
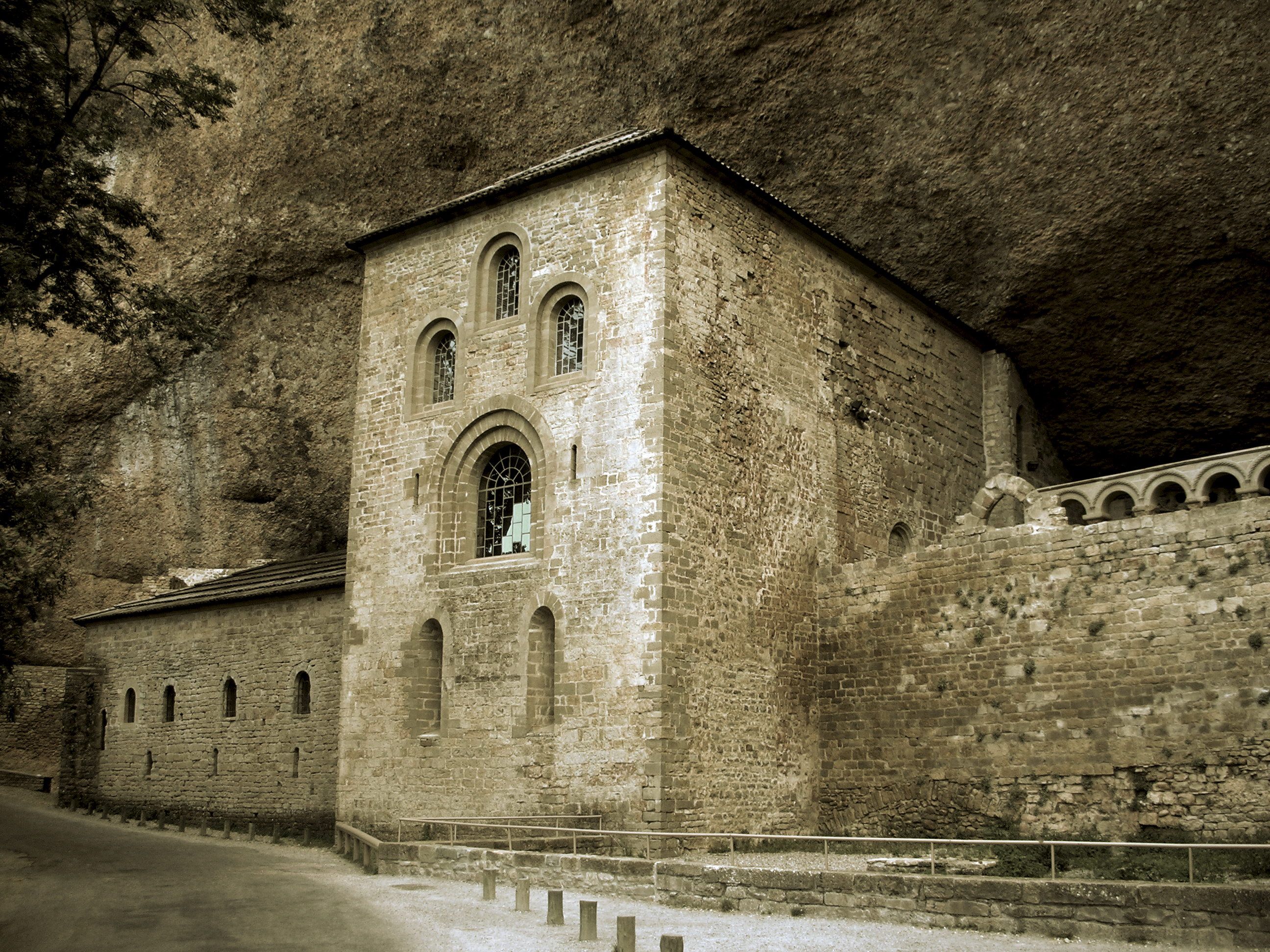
Monastère de San Juan de la Peña

- Arrès (Bailo)
- Martes (Canal de Berdún)
- Mianos
- Artieda
- Ruesta (Urriés)
- Undués de Lerda

- Ruines de l'Hospital de Santa Cristina
- Gare internationale de Canfranc
- Pont des pèlerins à Canfranc
- Vierge Notre-Dame des Anges de l'église San Esteban (Villanúa)
- L’ancien pont à Villanúa, sur l’Aragon
- Ermitage Santa María de Iguácel (Castiello de Jaca)
- Cathédrale San Pedro de Jaca
- Citadelle de Jaca
- Monastère de San Juan de la Peña

### Variante par Sigüés
- Puente la Reina de Jaca
- Berdún (Canal de Berdún)
- Sigüés
- Escó (Sigüés)
- Tiermas (Sigüés)
- Yesa, le monastère San Salvador de Leyre
- Javier, le château

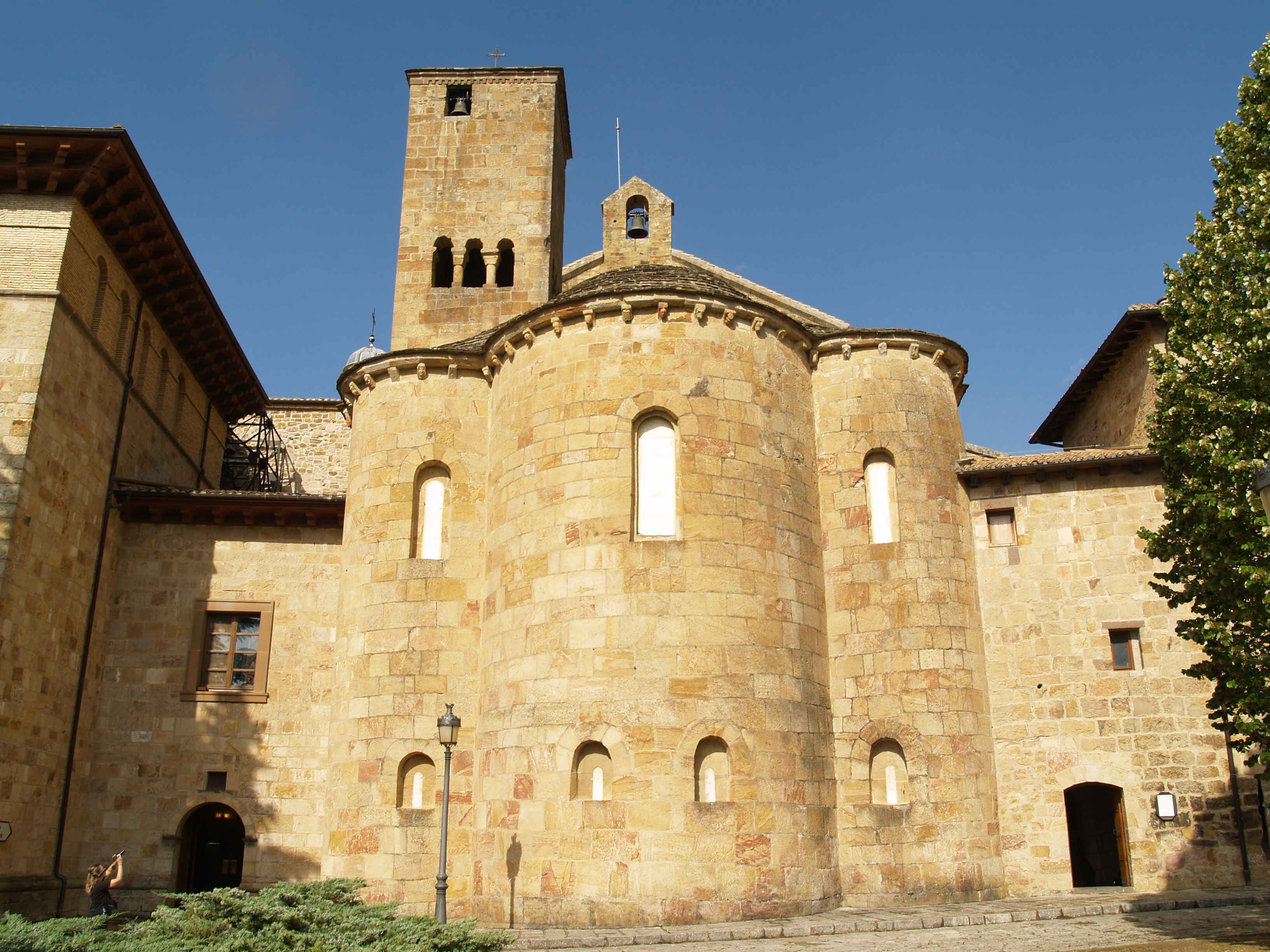
Monastère San Salvador de Leyre
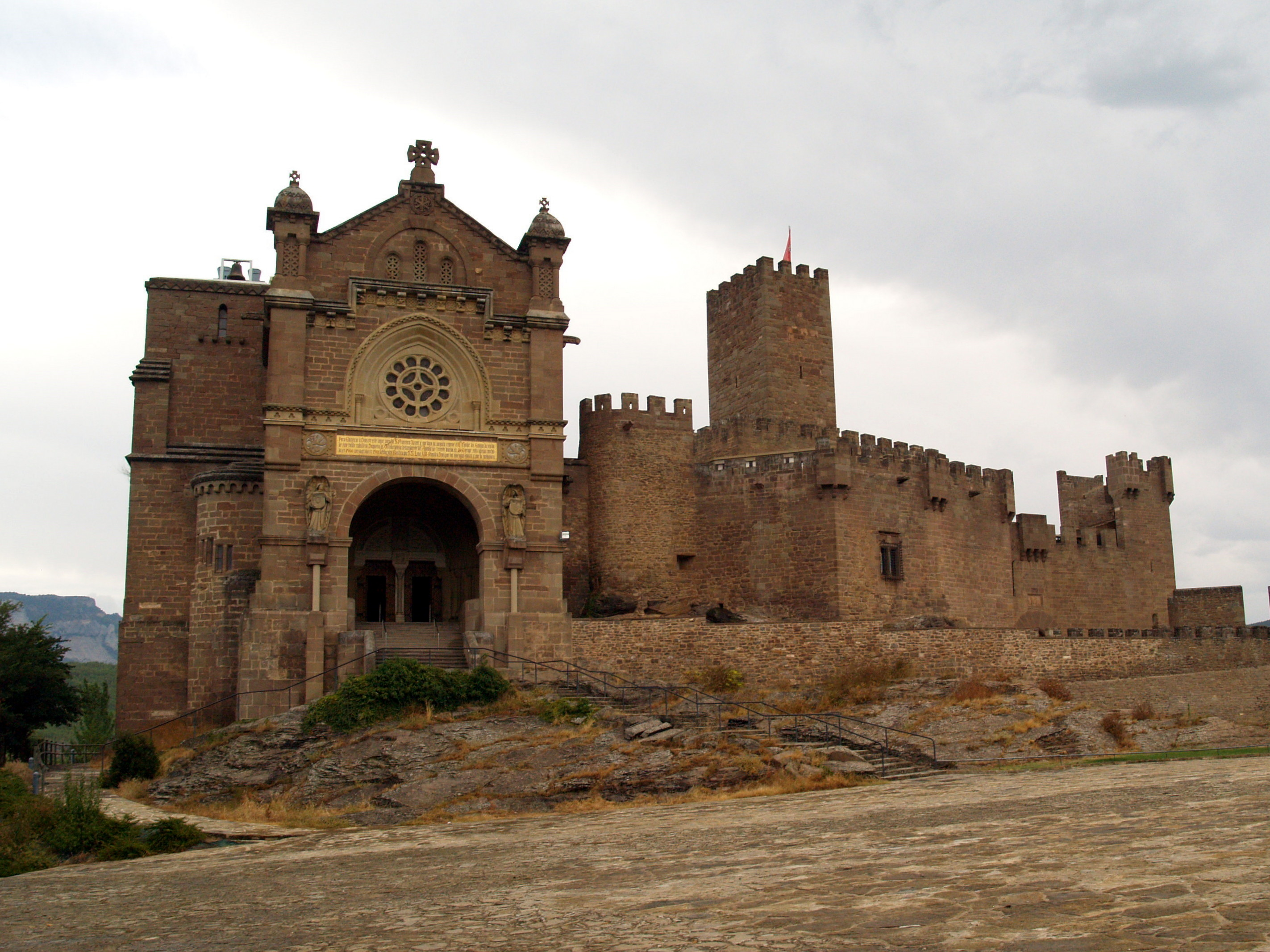
Château de Javier

### Navarre
- Sangüesa, l’église Santa Maria la Real, les couvents San Francisco de Asis et Nuestra Señora del Carmen, l’église Santiago, l’église San Salvador, et le palais du Prince de Viana
- Liédena
- Lumbier
- Nardués (Lumbier)
- Aldunate (Lumbier)
- Izco (Ibargoiti)
- Abínzano (Ibargoiti)
- Idocin (Ibargoiti), l’église San Climent et l’ermitage roman San Miguel
- Salinas de Ibargoiti (Ibargoiti), l’église San Miguel
- Monreal
- Yarnoz (Noáin)
- Otano (Noáin)
- Gerendiáin (Noáin)
- Tiebas, l’église Santa Eufemia et le château du roi Thibaut II de Navarre
- Biurrun-Olcoz
- Ucar (Tiebas)
- Enériz
- Église Santa María de Eunate
- Puente la Reina, jonction avec le Camino navarro et début du Camino francés